# Idubeda
Idubeda fou una cadena muntanyosa d'Hispània que des de les muntanyes càntabres corria al sud-est paral·lela al riu Ebre. Les seves derivacions principals eren el mont Caunus (prop de Bílbilis), el Saltus Manlianus (potser Serra de Molina) i els monts Orospeda. Va portar aquest nom sota els romans, però després es va perdre. Si bé no s'ha pogut establir amb seguretat, correspondria al sistema Ibèric.